# Campionat d'Europa de motocròs 1956
La temporada de 1956 del Campionat d'Europa de motocròs fou la 5a edició d'aquest campionat, organitzat per la FIM. El calendari oficial constava de 9 Grans Premis, celebrats entre el 6 de maig i el 2 de setembre. Aquesta competició passà a anomenar-se Campionat del Món de motocròs a partir de 1957.

## Sistema de puntuació
Barem de puntuació de 1952 a 1969:
| Posició | 1 | 2 | 3 | 4 | 5 | 6 |
| Punts   | 8 | 6 | 4 | 3 | 2 | 1 |

| Resultats que computen                         |
| 1/2 + 1 dels GP (cal acabar-hi les 2 mànegues) |

## Classificació final
| Posició | Pilot             | Motocicleta | Punts          |
| ------- | ----------------- | ----------- | -------------- |
| 1       | Leslie Archer     | Norton      | 32 net/41 brut |
| 2       | John Draper       | BSA         | 24 net/26 brut |
| 3       | Nic Jansen        | Matchless   | 19 net/20 brut |
| 4       | Sten Lundin       | BSA         | 17 net/21 brut |
| 5       | Bill Nilsson      | BSA         | 16             |
| 6       | Geoff Ward        | BSA         | 16             |
| 7       | Auguste Mingels   | FN          | 13             |
| 8       | René Baeten       | FN          | 11             |
| 9       | Brian Stonebridge | BSA         | 9              |
| 10      | Jan Clijnk        | BSA         | 8              |
| 11      | Jeff Smith        | BSA         | 7              |

## Resum: Podi final 1956
|           | 500 cc        |           |
| Campió    | Leslie Archer | Norton    |
| Subcampió | John Draper   | BSA       |
| Tercer    | Nic Jansen    | Matchless |